# Apatura padana
Apatura padana är en fjärilsart som beskrevs av Turati 1914. Apatura padana ingår i släktet Apatura och familjen praktfjärilar. Inga underarter finns listade i Catalogue of Life.